# Augustórico
Augustórico (em latim: Augustoritum) foi uma cidade romana fundada pelo imperador Augusto em 10 a.C. e é a actual Limoges.